# Leonardo Saggese
Leonardo Saggese (1° de septiembre de 1976) es actor y director argentino, egresado de la Escuela Metropolitana de Arte Dramático (EMAD) donde obtuvo la beca "Familia Podestá" al mejor promedio de su promoción. 

## Teatro
- “El malentendido” Dir. Mariano Stolkiner (2023-2024) Centro Cultural General San Martín - Teatro El Extranjero.
- “El almacén del fin del mundo” Dir. Martín Henderson (2022) Teatro El Extranjero.
- “Ecos” Dir. Emiliano Dionisi. (2020) Teatro Municipal General San Martín.
- “Vengan de a uno” Dir. Ezequiel Hara Duck. (2020) IG:@vengandeauno.
- “Sister” Dir. Verónica McLoughlin. (2020) Microteatro BA.
- “La culpa de nada” Dir. Victoria Hladilo. (2019) Teatro El Método Kairós.
- “Teatro para pájaros” Dir. Daniel Veronese. (2018) Teatro El Extranjero.
- “Corazón delator” Dir. Marco Antonio Caponi y Mónica Antonópulos. (2017) Microteatro BA.
- “La confesión” Dir. Mariano Moro. (2016) Teatro El Excéntrico de la 18.
- “Buena química” Dir. Joaquín Bonet. (2015-2016) Teatro El Extranjero.
- “La Reina de Castelar” Dir. Román Podolsky. (2013-2014-2015-2016) Teatro Nacional Cervantes - Gira Nacional - Teatro El Galpón, Montevideo.
- “El gran teatro del mundo” de Calderón de la Barca. Dir. Marcelo Moncarz. (2015) Ciclo Teatrísimo 2015. Teatro Regina.
- “Querido Ibsen: soy Nora” de Griselda Gambaro. Dir. Silvio Lang. (2013) Teatro Municipal General San Martín.
- “Macbeth” Dir.: Javier Daulte. (2012-2013) Teatro Municipal General San Martín.
- “Esa no fue la intención. El reencuentro” Dir.: Joaquín Bonet. (2011) Teatro del Abasto.
- “Blanco después” Dir.: Nicolás Bolívar. (2011) Teatro El Camarín de las Musas.
- “Intrusión” Dir.: Joaquín Bonet. Festival Dramaturgias Cruzadas. (2010) Teatro Espacio Callejón.
- “Estaba en mi casa y esperaba que llegara la lluvia” Dir.: Stella Galazzi (2010) Teatro Municipal General San Martín. (Asistencia artística).
- “La cocina” Dir.: Alicia Zanca (2009) Teatro Regio (Buenos Aires).
- “Teatro para pájaros” Dir.: Daniel Veronese. (2007-2008) Teatro Fuga Cabrera / Teatro Del Pueblo.
- “Cuentos a la hora del té” Dir.: Colectiva. Teatro Abasto Social Club. (2007)
- “La malasangre” Dir.: Laura Yusem. (2005-2006) Teatro Regina y Gira Nacional.
- “Sueño de una noche de verano” Dir.: Alicia Zanca. (2005). Teatro Municipal General San Martín.
- “Romeo y Julieta” Dir.: Alicia Zanca. (2003-2004). Teatro Regio (Buenos Aires).
- “Crónicas” Dir.: Ciro Zorzoli. (2004). Festival Tintas Frescas.
- “Grasa” Dir.: José María Muscari. (2003-2004). Teatro Adán Buenosayres / Abasto Social Club.
- “Israfel” Dir.: Raúl Brambilla. (2001). Teatro Nacional Cervantes.
- “Esa no fue la intención” Dir.: Joaquín Bonet. (2000-2001). Teatro Del Otro Lado / Teatro Andamio 90.
- “La boca lastimada” Dir.: Laura Yusem. (2000-2001). Teatro Municipal General San Martín.
- “Luces de Bohemia” Dir.: Villanueva Cosse. (1999). Teatro Municipal General San Martín.
- “Ha llegado un inspector” Dir.: Sergio Renán (1998). Teatro Ateneo.
- “Marchita como el día” Dir.: José María Muscari. (1997-1998). Teatro Adán Buenosayres.
- “Salsipuedes” Dir.: Ciro Zorzoli. (1996-1997). Teatro EMAD / Teatro Liberarte.

## Cine
- “Natalia Natalia” Dir.: Juan Bautista Stagnaro (Personaje: Osvaldo) (2022)
- “Testigo íntimo” Dir.: Santiago Fernández Calvete (Personaje: Rafa) (2015)
- “Condenados” Dir.: Carlos Martínez (Personaje: Oficial "Nazi") (2014)
- “Mi vida no contada” Dir.: Leonardo Saggese (Personaje: Marcos) (2010)
- “El regreso” Dir.: Hugo Lescano (Personaje: Lencina) (2003)
- “Nueces para el amor” Dir.: Alberto Lecchi (2000)
- “Ojos que no ven” Dir.: Beda Docampo Feijóo (2000)
- “Buenos Aires me mata” Dir.: Beda Docampo Feijóo (Personaje: Sixto) (1998)

Cortometrajes:
- “Abril” Dir.: Juan Pablo Laplace (2013)
- “Feliz” Dir.: Achile Milone (2012)
- “(a)temporal” Dir.: Lita Bosch (2011)
- “Conversación” Dir.: Leonardo Saggese (2006)
- “Identidad perdida” Dir.: Nicolás Gil Lavedra (2005)
- “El murmullo de las venas” Dir.: Sebastián D’Ángelo (2004)

## Televisión y multimedia
- “En silencio. Segunda temporada.” Dir.: Leonardo Saggese. (2023)
- “Ten piedad de nosotros.” (Miniserie. Personaje: Rocco) Dir.: Gallos Chinos. (2022)
- “En silencio. Primera temporada.” Dir.: Leonardo Saggese. (2020)
- “La casa del mar". Segunda temporada” (Miniserie. Personaje: Subcomisario Gómez) Dir.: Juan Pablo Laplace. OnDirecTV. (2016)
- “La casa del mar” (Miniserie. Personaje: Subcomisario Gómez) Dir.: Juan Pablo Laplace. OnDirecTV / CDA. (2015)
- “Unidad 9: Los pabellones de la muerte” (Miniserie. Personaje: Oficial "Nazi") Dir.: Carlos Martínez. CDA / INCAA TV.
- “El hombre de tu vida” (Personaje: Javier) Telefe. (2012)
- “Perfidia (serie de televisión)” (Miniserie. Personaje: Jerónimo) Dir.: Juan Pablo Laplace. Canal 7 / INCAA TV. (2012)
- “El elegido” (Personaje: Federico) Telefe. (2011)
- “Malparida” (Personaje: Tincho) Pol-ka/ Canal 13. (2010)
- “Para vestir santos (serie de televisión)” Pol-ka / Canal 13. (2010)
- “Niní” Telefé. (2009)
- “Sherlocka” (Trailer- Miniserie) Dir.: Martin Caminos. (2008)
- “Absoluta Privacidad” (Piloto - Miniserie) Dir.: Hernán Peña. (2005)
- “Calientes” Canal 13. (2000)
- “Margaritas” América. (1999)
- “Canto rodado, escuela de arte” Canal 13. (1993)

## Publicidad
- Publicidad "De bota a bota" de Lario (2022).
- Publicidad "20:31" de Asurín (2011).
- Publicidad "Sabemos lo que nos gusta" de Amstel (2010).
- Publicidad de cerveza “Budweiser” (1999).
- Publicidad gráfica para gaseosa “Coca-Cola” (1995).

## Publicaciones
- “Teatro Coral” (2014) ISBN 978-987-33-4781-8

## Docencia, dirección y coaching
Docencia:
- Docente de "Técnica Actoral" en la Escuela Metropolitana de Arte Dramático (2024).
- Docente de "Actuación en doblaje" en "Éter - Escuela de comunicación" (2023-2024).
- Profesor de Teatro 4.º año "Liceo N° 5 D.E. 11 Pascual Guaglianone" (2018-2024).
- Docente del taller "Actuación Teatral" en el Centro Cultural Recoleta (2023).
- Profesor de Teatro 3er y 4.º año "Instituto Susini" (2018).
- Docente en la Escuela de Teatro “La Odisea” (2011-2014).
- Dirección de actores en la unidad de exteriores del programa “Casi Ángeles”, CMG (2009).
- Promotor de participación infantil en el programa “Buenos Aires, Ciudad Amiga de los Niños y Niñas” del Gobierno de la Ciudad de Bs. As. (2007-2008–2010–2011).
- Tallerista de video para el programa “Puentes Escolares” (oportunidades educativas para chicos y chicas en situación de calle) del Min. de Educación, GCBA. (2005-2007).

Dirección:
- “Pizza Party. El futuro llegó” de Verónica McLoughlin y Aymará Abramovich. Dir. Leonardo Saggese (2021) Microteatro BA.

Creación de la compañía teatral independiente “Catárticos” (2013) con la que realizaron los siguientes espectáculos:
- “Risópolis” Dir. Leonardo Saggese. (2015-2018) Teatro Espacio Gadí - Casa de la Cultura de Villa Gesell - Puerta Medrano.
- “Salón Comedor" Dir. Leonardo Saggese. (2016-2018) Casa de la Cultura de Villa Gesell - Sala Colette de Paseo La Plaza - Casa de la Cultura de Ramos Mejía - Puerta Medrano.
- “Intrusión” de Frédéric Sonntag. Dir. Leonardo Saggese. (2017) Teatro del Abasto.
- “En24” Dir. Leonardo Saggese. (2014) Teatro Patio de Actores - Teatro Sha.
- “Catarsis de Boda” Dir. Leonardo Saggese. (2012-2013-2014-2015) Teatro Código Montesco - Teatro Garrick - Casa de la Cultura Villa Gesell - Casa de la Cultura de General Madariaga - Casa de la Cultura de Ramos Mejía - Espacio Cultural Urbano.

Coaching de actores:
- “Días de gallos” Segunda temporada. Coach de actores. HBO_Max (2022).